# Puerto de Cirebon
El Puerto de Cirebon (en indonesio: Pelabuhan Cirebon) es un puerto multipropósito en la ciudad de Cirebon, en la costa norte de la isla de Java en Indonesia. La actividad portuaria está dominada por las importaciones de carbón, asfalto líquido y aceites vegetales para la zona de influencia de Java Occidental. Las operaciones menores incluyen una pequeña terminal de contenedores y una sola instalación de pasajeros. En 2006 el puerto manejó 3,27 millones de toneladas métricas (TM) de intercambio, más del 90 por ciento fueron las importaciones procedentes de otros puertos indonesios. 
El Puerto de Cirebon fue establecido por compañía neerlandesa de la indias orientales en 1865, principalmente como un punto de exportación para las especias, caña de azúcar y materias primas procedentes de Java Occidental.